# Pieter Huistra
Pieter Egge Huistra (Frisia, 18 gennaio 1967) è un allenatore di calcio e calciatore olandese, di ruolo attaccante, allenatore del Borneo.

## Carriera

### Giocatore

#### Club
Fece il suo debutto nel calcio professionistico nel 1984 militando per due anni al Groningen, per poi trasferirsi prima al Veendam nel 1986 e poi nel Twente nel 1987. Nel 1990 viene acquistato, con un contratto quinquennale, dai Glasgow Rangers e durante la sua militanza nella squadra scozzese, oltre ad aver collezionato 158 presenze ed aver messo a segno 26 gol, è stato anche uno dei primi calciatori olandesi a militare nel club. Durante la sua permanenza nel club ha vinto tre Scottish League Cup, due Scottish Cup e cinque campionati.
Viene poi acquistato dal Sanfrecce Hiroshima nel 1995 collezionando all'attivo 63 presenze e 13 gol.
Prima di chiudere definitivamente la carriera, datata 2001, ritorna al Groningen per un anno per poi trasferirsi nel Lierse e nell'RBC Roosendaal.

### Allenatore
Ha iniziato la sua carriera nel 2001 come responsabile tecnico del Groningen. Tra il 2005 e il 2008 diventa assistente prima nel Vitesse e poi nell'Ajax e nell'Ajax B.
Dopo aver lasciato il posto alle giovanili nell'Ajax, il 22 dicembre 2009 diventa il nuovo allenatore del Groningen, prendendo il posto lasciato vacante da Ron Jans. Il 10 maggio la società olandese decide di licenziarlo dall'incarico di allenatore della prima squadra.

## Palmarès

### Giocatore

#### Club
- Scottish Premier League: 5

Rangers: 1990-1991, 1991-1992, 1992-1993, 1993-1994, 1994-1995
- Coppa di Scozia: 2

Rangers: 1991-1992, 1992-1993
- Coppa di Lega Scozzese: 3

Rangers: 1990-1991, 1992-1993, 1993-1994
- Supercoppa del Belgio: 1

Lierse: 1997

#### Individuale
- Miglior talento dell'anno in Eredivisie: 1

1988